# 13 (альбом The Doors)
 13  — це перший компіляційний альбом американської рок-групи The Doors, опублікований 30 листопада 1970 року під лейблом Elektra. Заголовок стосується тринадцяти композицій, які увійшли в альбом. В компіляцію увійшли пісні з п'яти студійних альбомів, і на обкладинці спочатку була чітка наклейка із написом: "Збірка з тринадцяти класичних пісень The Doors". Це єдиний компіляційний альбом гурту, випущений за часів Джима Моррісона. Альбом досяг 25-го місця на Billboard200.

## Передумови та оформлення
13 - це проєкт ініційований Elektra Records, який хотів отримати альбом від групи до Різдва, на що група неохоче погодилася. Моррісон навіть погодився поголити бороду для фотосесії обкладинки альбому, але лейбл обрав іншу, більш молодшу, фотографію співака, яку вони також зробили для концертного альбому групи Absolutely Live, випущеного в липні того ж року. Як зазначає автор Денні Шугерман у своїх мемуарах про групу «No One Here Gets Out Alive», «Електра, очевидно, хотіла „симпатичного“ Джима Моррісона». Образ Моррісона також набагато більший, ніж гітариста Роббі Крігера, клавішника Рея Манзарека та барабанщика Джона Денсмора, і Сугерман зазначив, що «Хоча Рей, Роббі та Джон звикли до уваги, спрямованої на їхнього вокаліста, але це засмутило Джима». На задній обкладинці альбому зображена група, яка позує з невеликим бюстом Людвіга ван Бетховена (деякі помилково стверджують, що це окультист Алістер Кроулі).

## Критика
У огляді 1971 року музичний критик Дейв Марш писав, що, хоча альбом дійсно містить «тринадцять класичних пісень», він не може досягти жодної мети, окрім компіляції найбільших хітів групи в одному місці. 

## Треклист
| Перша сторона | Перша сторона        | Перша сторона               | Перша сторона         | Перша сторона |
| #             | Назва                | Автор                       | Оригінальний альбом   | Тривалість    |
| ------------- | -------------------- | --------------------------- | --------------------- | ------------- |
| 1.            | «Light My Fire»      | Роббі Крігер                | The Doors (1967)      | 6:50          |
| 2.            | «People Are Strange» | Джим Моррісон, Роббі Крігер | Strange Days (1967)   | 2:10          |
| 3.            | «Back Door Man»      | Діксон, Гавлін Вулф         | The Doors             | 3:30          |
| 4.            | «Moonlight Drive»    | Джим Моррісон               | Strange Days          | 3:00          |
| 5.            | «The Crystal Ship»   | Джим Моррісон               | The Doors             | 2:30          |
| 6.            | «Roadhouse Blues»    | Джим Моррісон               | Morrison Hotel (1970) | 4:04          |

| Друга сторона | Друга сторона             | Друга сторона               | Друга сторона              | Друга сторона |
| #             | Назва                     | Автор                       | Оригінальний альбом        | Тривалість    |
| ------------- | ------------------------- | --------------------------- | -------------------------- | ------------- |
| 1.            | «Touch Me»                | Роббі Крігер                | The Soft Parade (1969)     | 3:15          |
| 2.            | «Love Me Two Times»       | Роббі Крігер                | Strange Days               | 3:23          |
| 3.            | «You're Lost Little Girl» | Роббі Крігер                | Strange Days               | 3:01          |
| 4.            | «Hello, I Love You»       | Джим Моррісон               | Waiting for the Sun (1968) | 2:22          |
| 5.            | «Land Ho»                 | Джим Моррісон, Роббі Крігер | Morrison Hotel             | 4:08          |
| 6.            | «Wild Child»              | Джим Моррісон               | The Soft Parade            | 2:36          |
| 7.            | «The Unknown Soldier»     | Джим Моррісон               | Waiting for the Sun        | 3:10          |

## Учасники запису

### The Doors
- Джим Моррісон — вокал, гармоніка
- Роббі Крігер — лід-гітара
- Рей Манзарек — фортепіано, орган
- Джон Денсмор — барабани

### Виробництво
- Пол А. Ротшильд — продюсер
- Джек Хольцман — керівник виробництва
- Брюс Ботнік — інженер

## Чарти
| Чарти (1971) | Позиція |
| ------------ | ------- |
| Billboard200 | 25      |

## Сертифікати
| Регіон                | Сертифікація | Сертифікавані одиниці/Продаж |
| --------------------- | ------------ | ---------------------------- |
| Канада (Music Canada) | Платиновий   | 100 000                      |
| США (RIAA)            | Платиновий   | 1 000 000                    |